# Wim Deetman
Willem Joost (Wim) Deetman (ur. 3 kwietnia 1945 w Hadze) – holenderski polityk i samorządowiec, minister i parlamentarzysta, w latach 1989–1996 przewodniczący Tweede Kamer, działacz Apelu Chrześcijańsko-Demokratycznego (CDA), od 1996 do 2008 burmistrz Hagi.

## Życiorys
Do 1968 studiował politologię na Vrije Universiteit Amsterdam. Od 1963 był członkiem Unii Chrześcijańsko-Historycznej, z którą w 1980 dołączył do Apelu Chrześcijańsko-Demokratycznego. Do 1978 pracował w szkolnictwie. W latach 1974–1981 był radnym miejskim w Goudzie. W 1978 objął mandat posła do Tweede Kamer. Do niższej izby Stanów Generalnych wybierany następnie w 1981, 1986, 1989 i 1994.
W 1981 został sekretarzem stanu ds. szkolnictwa średniego. W maju 1982 premier Dries van Agt powierzył mu stanowisko ministra edukacji, kultury i nauki. Pozostał na tej funkcji również w powołanym w listopadzie tegoż roku gabinecie Ruuda Lubbersa, pełniąc ją do września 1989. W tym samym miesiącu powołany na przewodniczącego Tweede Kamer, urząd ten sprawował do grudnia 1996. Następnie do stycznia 2008 był burmistrzem Hagi. W 2008 powołany w skład Rady Stanu, konstytucyjnego organu państwowego o charakterze doradczym, zasiadał w niej do 2015.
Zaangażowany w działalność społeczną m.in. jako członek Komitetu Helsińskiego w Holandii. W 2008 stał na czele jury nagrody literackiej AKO Literatuurprijs.
W latach 2010–2011 stał na czele komisji, która badała przypadki nadużyć seksualnych popełnionych przez duchownych katolickich w Holandii na szkodę osób małoletnich i przygotowała specjalny raport dotyczący tego zjawiska oraz zawierający zalecenia dotyczące m.in. pomocy dla ofiar.
Odznaczony m.in. Orderem Oranje-Nassau IV klasy (2006) oraz Orderem Lwa Niderlandzkiego II i III klasy (1989 i 1996).